# Història d'Amèrica del Nord
La història d’Amèrica del Nord són els esdeveniments de la història d'Amèrica en el continent d’Amèrica del Nord.

## Primers pobladors

Mapa de les primeres migracions humanes basat en la teoria Sortida d'Àfrica.

Es creu que el continent es va convertir en un hàbitat humà quan les persones van migrar a través del mar de Bering fa 40.000 a 17.000 anys, la posició gairebé consensual adoptada a la comunitat científica, Tanmateix un nombre creixent d'investigadors suposa igualment que l'origen de l'home modern és a Àfrica del Nord.
Descobriments recents poden haver fet retrocedir aquestes estimacions almenys 90.000 anys enrere. La gent es va establir a tot el continent, des dels inuit de l'extrem nord fins als maies i els asteques del sud. Aquestes comunitats complexes van desenvolupar cadascuna les seves pròpies formes de vida i cultures. Es creu que els paleoamericans van entrar des d'Àsia a Amèrica del Nord per Beríngia, a l'actual estret de Bering seguint la costa. Les proves genètiques trobades en l'ADN mitocondrial heretat per part dels amerindis (mtDNA) recolzen la teoria de múltiples poblacions genètiques que migren d'Àsia. Després de creuar el pont terrestre, es van desplaçar cap al sud seguint la costa del Pacífic i a través d'un corredor sense gel a l'interior. Al llarg de mil·lennis, els paleoindis es van estendre per la resta d’Amèrica del Nord i del Sud.
La cronologia dels models migratoris es divideix actualment en dos enfocaments generals, la cronologia breu, amb el primer moviment cap a les Amèriques no fa més de 14.000-17.000 anys, seguit de successives onades d’immigrants i la teoria de la cronologia llarga, que proposa que el primer grup de persones va entrar possiblement fa 50.000-40.000 anys o abans.
Una de les primeres cultures identificables va ser la cultura Clovis fa 13.200 a 12.900 anys al final de l'últim període glacial, que tenien tradició de caçadors i es caracteritza per la fabricació de "puntes de Clovis" i eines distintives d'os i marfil. Tot i això, s'han teoritzat que l'arribada fou fa 24.000 anys.

## Desenvolupament de les civilitzacions d'Amèrica del Nord

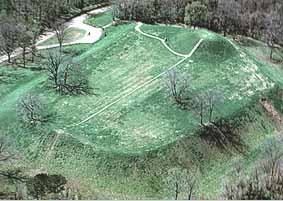
Monticle de la cultura del Mississipi

La majoria dels pobles nadius nord-americans eren tribus de nòmada-caçadors, encara que d'altres havien desenvolupat civilitzacions basades en l'agricultura. No obstant això, aquestes civilitzacions no van ser tan avançades tecnològicament ni políticament com les civilitzacions mesoamericanes de més al sud. La majoria d'aquestes tribus van formar poderoses confederacions per lluitar contra la colonització europea.

### Etapes històriques
L’arqueologia de les Amèriques de Gordon Willey i Philip Phillips el 1958 distingeix entre cinc fases (que posteriorment s'han desglossat segons territoris).
- Etapa lítica: va ser el primer període d’ocupació humana a les Amèriques fruit de les emigracions des de l'Àsia, en què els caçadors-recol·lectors postglacials es van estendre per les Amèriques, desenvolupant les primeres cultures pròpies americanes com ara la cultura Clovis. L’ús de tèxtils, la ceràmica cuita i l’inici de la substitució gradual dels estils de vida dels caçadors recol·lectors per l’agricultura, aparició d'habitatges semipermanents i els animals domèstics indiquen el final de l'etapa lítica i l'inici de l'etapa arcaica cap al 5000 aC.[10]
- Etapa arcaica: Quan van acabar les glaciacions i el planeta sencer va sofrir un escalfament global els pobles prehistòrics, íntegrament nòmades van descobrir l'agricultura i van iniciar un procés de sedentarització amb economies de subsistència sostingudes per l'explotació de fruits secs, llavors i marisc.[11] Com que el seu final es defineix per l'adopció de l'agricultura sedentària, aquesta data varia significativament segons la regió.
- Etapa formativa: El període se situa entre el 1000 aC i l'any 500 dC aproximadament, i en ell es desenvolupen les tecnologies de la ceràmica, el teixit i la producció d’aliments desenvolupats; normalment depenen en gran manera de l'agricultura. L'organització social implica ciutats i pobles permanents i els primers centres cerimonials. Ideològicament, una primera classe sacerdotal o teocràcia sovint està present o està en desenvolupament.[12]
- Etapa clàssica: Entre el 500 i el 1200 és l'era d'esplendor de les civilitzacions més destacades del continent, especialment a Mesoamèrica, com la Maia. A conseqüència del desenvolupament de l'agricultura al sud, s'hi van fer molts avenços culturals importants. Per exemple, la civilització maia va desenvolupar un sistema d'escriptura, va construir enormes piràmides, va tenir un calendari complex i va desenvolupar el concepte de zero 500 anys abans que ningú al Vell Món. Les cultures del Període clàssic se suposa que tenien especialització artesanal i inicis de metal·lúrgia, organització social per involucrar els inicis de l'urbanisme i els grans centres cerimonials. Ideològicament, les cultures clàssiques hi haurien d'haver desenvolupat una teocràcia.[12] La cultura del Mississipi va dominar l'àrea del riu homònim construint grans monticles de terra de forma piramidal, i en l'assentament més gran d'aquest poble, Cahokia, va haver-hi una població superior als 20.000 habitants, la ciutat més poblada d'Amèrica del Nord (llevat de la regió cultural mesoamericana), arribant a rivalitzar en població amb Londres.[13] A la fi del període clàssic, cap a l'any 900 dC els grans centres cerimonials van ser abandonats iniciant-se una època de grans migracions, mescla de pobles, desordre i guerres, que només acabaria amb l'establiment d'una nova civilització, la dels tolteques a Tula.
- Etapa postclàssica: inclou els pobles que es desenvoluparen al continent en temps medievals i que van ser, majoritàriament, els que es trobaren els exploradors europeus. Es data a partir de l'any 1200 en endavant i en aquest temps es consoliden els grans imperis americans, especialment Asteques i Inques, i altres civilitzacions com el Maia. També es presenta la formació de la més gran confederació de tribus de Sud-amèrica: els Txibtxa.[14] Les cultures del postclàssic estan clarament definides per haver desenvolupat la metal·lúrgia. Se suposa l'organització social per involucrar un complex urbanisme i militar. Ideològicament, les cultures del postclàssic es descriuen com que mostra una tendència a la secularització de la societat.[15] La cultura maia encara era present quan els espanyols van arribar a Amèrica Central, però el domini polític a la zona s'havia traslladat a l'Imperi asteca més al nord.

## Colonització europea
Els registres de viatges europeus a Amèrica del Nord comencen amb la colonització nòrdica al segle x dC. El 985 van fundar un assentament a Groenlàndia, que va persistir fins a principis del 1400. També van explorar la costa est del Canadà, però els seus assentaments eren molt més reduïts i de vida més curta. Amb l'era de l'exploració i els viatges de Cristòfor Colom a partir del 1492, els europeus van començar a arribar a les Amèriques en gran nombre i a desenvolupar ambicions colonials tant per a Amèrica del Nord com per a Amèrica del Sud, poblades pels pobles indígenes que havien desenvolupat les seves civilitzacions. Després de Colom, les afluències europees aviat van seguir i van desbordar la població autòctona.
La colonització d'Amèrica pels anglesos, francesos, espanyols, holandesos i suecs fou resistida per algunes tribus índies, mentre que altres hi van col·laborar. En diverses ocasions, els conflictes van ser un reflex de les rivalitats europees, amb les tribus índies dividint les seves aliances entre les potències, generalment fent costat als seus socis comercials. Diverses tribus van lluitar a cada bàndol en la Guerra del rei Guillem, la Guerra de la reina Anna, la guerra de Dummer, la Guerra del rei Jordi i la Guerra franco-índia, aliant-se amb els colons britànics o francesos segons els seus propis interessos.
El 1763 el rei Jordi III d'Anglaterra va signar la Proclamació Reial que prohibia als colons assentar-se més enllà de la línia marcada al llarg dels Apalatxes,

## Conflictes amb els nadius
Les guerres índies foren una sèrie de conflictes que enfrontaren els Amerindis dels Estats Units amb els colons britànics i posteriorment amb els Estats Units d'Amèrica de manera intermitent entre els anys 1622 i 1924. Aquestes guerres comprenen un espai de temps entre les primeres èpoques colonials fins a la Massacre de Wounded Knee i l'establiment definitiu de la frontera dels Estats Units l'any 1890 tot i que conflictes de baixa intensitat continuaren fins a l'any 1918. Els conflictes generalment es resolgueren amb la conquesta i extermini dels pobles amerindis o la seva assimilació cultural i localització forçosa en reserves. Segons una estimació de l'oficina del cens dels Estats Units de 1894, es calcula que les guerres suposaren fins a l'any 1890 la mort de 45.000 indis defensors dels seus territoris i 19.000 estatunidencs. L'estimació inclou tant combatents com població civil, dones i nens que moriren sovint en els conflictes fronterers en un clar exemple de neteja ètnica.

## Independència dels estats nord-americans

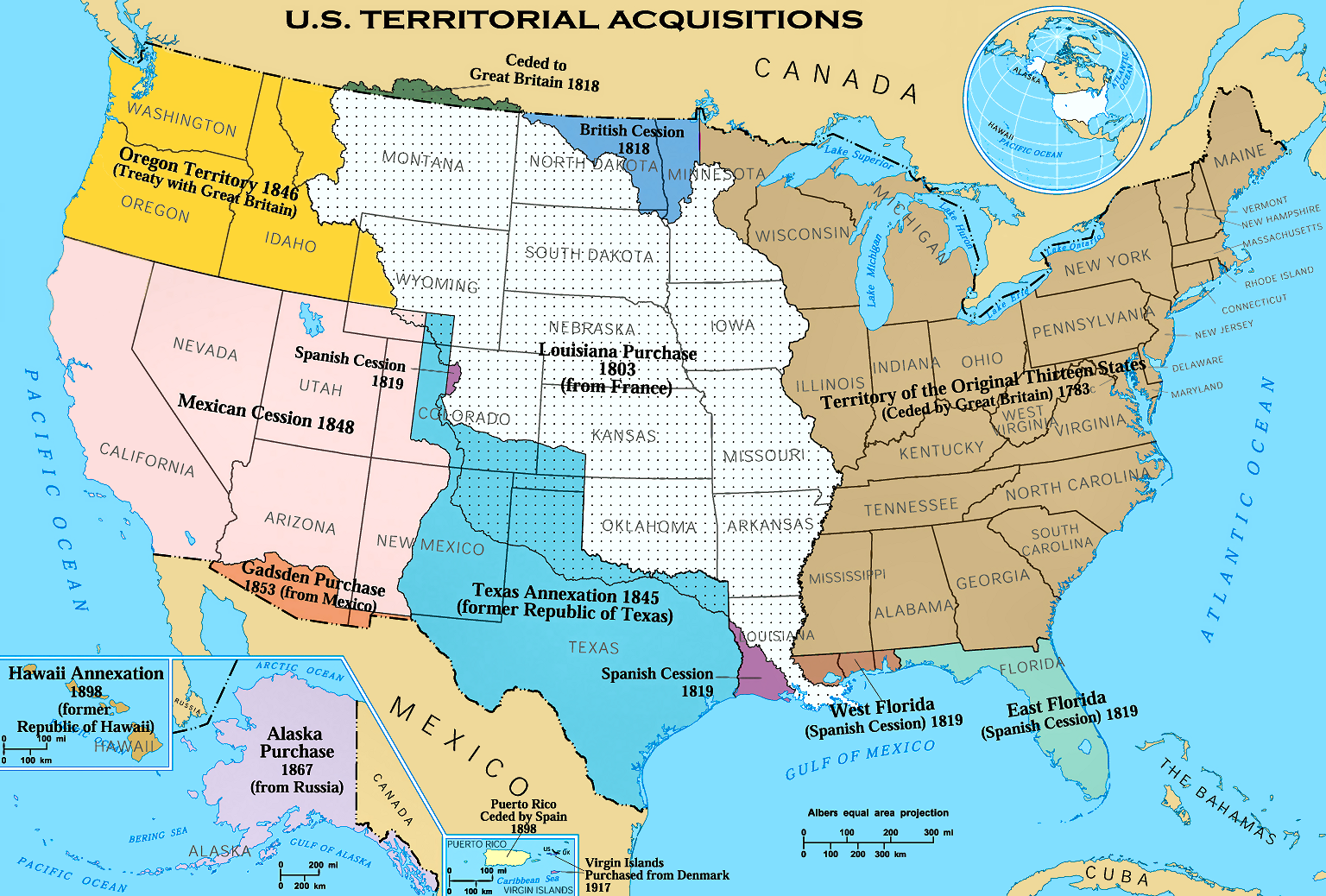
Modificacions territorials a Nord Amèrica durant el

El conflicte pels recursos a Amèrica del Nord es va produir en diverses guerres entre aquestes potències, però, gradualment, les noves colònies europees van desenvolupar desitjos d’independència. Les revolucions, com la revolució Americana i la Guerra d'Independència de Mèxic, van crear nous estats independents que van arribar a dominar Amèrica del Nord. La Confederació Canadenca es va formar el 1867, creant el panorama polític modern d'Amèrica del Nord.
Des del començament del segle xix els Estats Units havien adoptat una doctrina expansionista territorial, coneguda com el "Destí Manifest", i després de la Compra de la Louisiana a França en 1803, la Guerra anglo-americana de 1812-1815 i intercanvis de territoris en la frontera Nord amb el Regne Unit pel tractat de 1818, va forçar a la Espanya a cedir la Florida pel Tractat d'Adams-Onís en febrer de 1821, poc abans de la independència de Mèxic, efectiva quan els exèrcits reialista i el revolucionari van signar el Pla d'Iguala l'endemà de l'entrada de l'Exèrcit a la ciutat de Mèxic, el 27 de setembre, 1821. Texas se'n separà de Mèxic el 1836 i els Estats Units se'l van annexar el 1845. Com a resultat de la Guerra de Mèxic-Estats Units es va signar el Tractat de Guadalupe-Hidalgo pel qual Mèxic cedia als Estats Units el territori de l'Alta Califòrnia i el territori de Nou Mèxic, a més de les àrees abans disputades entre Texas i Mèxic.
La Guerra Civil dels Estats Units va ser un conflicte bèl·lic ocorregut entre 1861 i 1865 entre vint-i-tres estats del nord dels Estats Units i una coalició d'onze estats del sud que van declarar-ne la independència i el dret a la secessió. Els onze estats del Sud partidaris de l'esclavitud van declarar la secessió dels Estats Units i van formar els Estats Confederats d'Amèrica, sent derrotats en la guerra. Poc després, en 1867 comprava Alaska a l'Imperi Rus i el Canadà es va formar l'any 1867 com una confederació en forma de monarquia constitucional.

## Seglesxxixxi
Del segle xix al xxi, els estats nord-americans han desenvolupat connexions cada vegada més profundes entre si. Tot i que s'han produït alguns conflictes, el continent ha gaudit en la seva major part de pau i cooperació general entre els seus estats, així com del comerç obert i el comerç entre ells. Els desenvolupaments moderns inclouen l’obertura d’acords de lliure comerç, una extensa immigració des de Mèxic i Amèrica Llatina i preocupacions sobre el tràfic de drogues en aquestes regions.